# アロック・サーマ
アロック・サーマ（Alok Sama、1962年11月 - ）は、アメリカ合衆国の実業家。SoftBank Group InternationalのCFO。ブライトスターのディレクター。ベア・キャピタル・パートナーズ相談役。Beacon India Private Equity Fundのディレクター。

## 経歴
インドに生まれる。デリー大学セント・ステファン・カレッジでBA in Mathematicsを取得し、卒業後渡米しペンシルベニア大学ウォートン・スクールでMBAを取得。モルガン・スタンレーでマネージング・ディレクターとして勤めインドの進出に功績を残す。2006年7月共同創業者としてベア・キャピタル・パートナーズ株式会社を設立しPresidentとなる。2014年9月から2015年3月までSoftBank Internet and Mediaのシニアアドバイザー、2015年6月よりSoftBank Group InternationalのCFO。ソフトバンクグループによるARM買収に伴い取締役就任。
ソフトバンク・ビジョン・ファンドのシニアアドバイザーに就任予定。